# Levan
Levanul este un fructan prezent în multe specii de plante și de microorganisme. Este un polimer de fructoză, resturile fiind legate prin legături glicozidice 2,6-beta. Există tipuri de levan cu catenă liniară sau ramificată, cu greutăți moleculare relativ mici.